# 中国長峰機電技術研究設計院
中国長峰機電技術研究設計院（中: 中国长峰机电技术研究设计院、China Changfeng Mechanics and Electronics Technology Academy）は中国航天科工集団公司（CASIC）傘下の研究院のひとつ。1957年に設立された。1万6千人以上の雇用がある。
長峰機電技術研究設計院は防空、ミサイル防衛、ASAT、レーダーシステム関連の研究、開発、生産を行っている。またHQ-2、HQ-7、HQ-61といったいくつかの地対空ミサイルシステムにも関与している。またHQ-2をベースに8610SRBMを開発した。
近年はJL-1、DF-1、DF-21といった潜水艦発射、地上発射の弾道ミサイルにも関心を広げている。
宇宙関連技術についても、宇宙飛行物体の制御、追跡関連設備、その他測量、地上設備等の研究・開発を行っているとされる。

## 別名
別名が数多く存在する。

### 日本語
- 中国航天科工防御技術研究院[2]

### 英語
- Second Academy
- Surface-to-Air Missile (SAM) Academy
- China Changfeng Group (CCFG)
- China Changfeng Company (CCC)
- China Changfeng (CCF)
- China Chang Feng Mechano-Electronic Engineering Company